# Milton (Washington)
Milton ist eine Stadt (City) im King County und im Pierce County im US-Bundesstaat Washington. Zum United States Census 2020 hatte Milton 8.697 Einwohner. Milton grenzt an die größere und neuere Stadt Edgewood.

## Geographie
Nach dem United States Census Bureau nimmt die Stadt eine Gesamtfläche von 6,6 km² ein, wovon 6,5 km² Land- und der Rest Wasserflächen sind.

### Nachbargemeinden
| Tacoma | Federal Way                                 |          |
| Fife   | Kompassrose, die auf Nachbargemeinden zeigt | Edgewood |
|        | Puyallup                                    |          |

### Klima
Die Klimaregion, in der Milton liegt, zeichnet sich durch warme (aber nicht heiße) Sommer aus; die durchschnittlichen monatlichen Temperaturen übersteigen nicht 22 °C. Nach der Klimaklassifikation nach Köppen und Geiger hat Milton ein sommerwarmes Mittelmeerklima (abgekürzt „Csb“).

## Demographie
| Jahr | Einwohner¹ |
| ---- | ---------- |
| 1910 | 448        |
| 1920 | 484        |
| 1930 | 559        |
| 1940 | 671        |
| 1950 | 1.374      |
| 1960 | 2.218      |
| 1970 | 2.607      |
| 1980 | 3.162      |
| 1990 | 4.995      |
| 2000 | 5.795      |
| 2010 | 6.968      |
| 2020 | 8.697      |

¹ 1910–2020: Volkszählungsergebnisse

### Census 2000
Nach der Volkszählung von 2000 gab es in Milton 5.795 Einwohner, 2.390 Haushalte und 1.563 Familien. Die Bevölkerungsdichte betrug 888,4 pro km². Es gab 2.503 Wohneinheiten bei einer mittleren Dichte von 382 pro km².
Die Bevölkerung bestand zu 90,34 % aus Weißen, zu 1,14 % aus Afroamerikanern, zu 1,17 % aus Indianern, zu 2,83 % aus Asiaten, zu 0,28 % aus Pazifik-Insulanern, zu 0,79 % aus anderen „Rassen“ und zu 3,45 % aus zwei oder mehr „Rassen“. Hispanics oder Latinos „jeglicher Rasse“ bildeten 3,55 % der Bevölkerung.
Von den 2390 Haushalten beherbergten 31,2 % Kinder unter 18 Jahren, 49,7 % wurden von zusammen lebenden verheirateten Paaren, 11,3 % von alleinerziehenden Müttern geführt; 34,6 % waren Nicht-Familien. 28 % der Haushalte waren Singles und 10,1 % waren alleinstehende über 65-jährige Personen. Die durchschnittliche Haushaltsgröße betrug 2,39 und die durchschnittliche Familiengröße 2,92 Personen.
Der Median des Alters in der Stadt betrug 38 Jahre. 24,8 % der Einwohner waren unter 18, 7,3 % zwischen 18 und 24, 31,7 % zwischen 25 und 44, 22,3 % zwischen 45 und 64 und 13,9 65 Jahre oder älter. Auf 100 Frauen kamen 93,6 Männer, bei den über 18-Jährigen waren es 91,5 Männer auf 100 Frauen.
Alle Angaben zum mittleren Einkommen beziehen sich auf den Median. Das mittlere Haushaltseinkommen betrug 48.166 US$, in den Familien waren es 64.105 US$. Männer hatten ein mittleres Einkommen von 41.508 US$ gegenüber 30.111 US$ bei Frauen. Das Pro-Kopf-Einkommen betrug 22.400 US$. Etwa 4,8 % der Familien und 8 % der Gesamtbevölkerung lebte unterhalb der Armutsgrenze; das betraf 12,2 % der unter 18-Jährigen und 7,4 % der über 65-Jährigen.

### Census 2010
Nach der Volkszählung von 2010 gab es in Milton 6.968 Einwohner, 2.901 Haushalte und 1.834 Familien. Es gab 3.081 Wohneinheiten.
Die Bevölkerung bestand zu 82,9 % aus Weißen, zu 3,1 % aus Afroamerikanern, zu 1,2 % aus Indianern, zu 5,1 % aus Asiaten, zu 0,8 % aus Pazifik-Insulanern, zu 1,7 % aus anderen „Rassen“ und zu 5,2 % aus zwei oder mehr „Rassen“. Hispanics oder Latinos „jeglicher Rasse“ bildeten 5,4 % der Bevölkerung.
Von den 2901 Haushalten beherbergten 33,1 % Kinder unter 18 Jahren, 44,5 % wurden von zusammen lebenden verheirateten Paaren, 13,5 % von alleinerziehenden Müttern und 5,2 % von alleinstehenden Vätern geführt; 36,8 % waren Nicht-Familien. 28,3 % der Haushalte waren Singles und 10,3 % waren alleinstehende über 65-jährige Personen. Die durchschnittliche Haushaltsgröße betrug 2,4 und die durchschnittliche Familiengröße 2,95 Personen.
Der Median des Alters in der Stadt betrug 36,7 Jahre. 23,4 % der Einwohner waren unter 18, 9,3 % zwischen 18 und 24, 28,9 % zwischen 25 und 44, 26,5 % zwischen 45 und 64 und 12 65 Jahre oder älter. Von den Einwohnern waren 47,7 % Männer und 52,3 % Frauen.